# Abott et Winnan
Abott et Winnan était une agence de presse américaine importante du XIXe siècle.

## Histoire
Abott et Winnan a été créée par Francis Asbury Abott. Il est associé à Elias P. Winnan, né à New-York en 1824, qui travaille d'abord pendant cinq ans dans une maison d'importation française. C'est la plus ancienne agence de presse américaine. Installée Hanover Street à New York, juste à côté de Wall Street et à la même adresse que les sociétés exploitant les brevets Morse, elle est spécialisée dans les informations commerciales et n'a pas de lien avec les journaux de la ville. Abott et Winnan domine largement la New York Associated Press en mai 1851, lorsque Daniel H. Craig prend la tête de cette dernière. 
À partir de 1850, Abott et Winnan s'est alliée aux propriétaires des brevets Morse sur le télégraphe, qui l'utilisent pour contrer la création de la New York Associated Press. Les États-Unis comptent cette année-là 20 sociétés de télégraphe, dont la moitié dans l'État de l'Ohio. La société créée par Theodore S. Faxton et John J. Butterfield, tous les deux d'Utica, a par exemple pour politique de proposer en 1851 à tous les journaux situés le long de sa ligne menant à New York, un abonnement aux services d'Abott et Winnan. Quatre ans après, en 1855, la New York Associated Press a cependant réussi à contrer cette offensive, en améliorant ses services, et à récupérer tous ses clients.
Abott et Winnan fournit des informations à 62 journaux américains en 1852. C'est l'année où elle réussit un renversement d'alliance contre la New York Associated Press . Abott et Winnan s'appuie alors sur la "New England Telegraph Company", de Henry O'Rielly, détenteur de brevets d'Alexander Bain (inventeur), qui avait au contraire soutenu la New York Associated Press en 1849. Pour s'approvisionner en dépêches venues d'Europe, Abott et Winnan avait tenté, sans succès, d'obtenir de l'opérateur de télégraphe d'Halifax une politique commerciale du "premier arrivé premier servi", qui lui avait été délivré dans plusieurs États sur la base d'une législation favorable . Entretemps, d'autres politiques plus axées sur la concurrence se mettent en place, comme le New York Télégraph Act de 1848, qui rétablissent un équilibre en termes de réseau, même si les producteurs de contenus ne jouent pas sur un pied d'égalité.
Dans un courrier à la Cunard, Henry O'Rielly réclame ainsi un droit d'accès aux dépêches égal pour tous lors de l'arrivée des paquebots à Halifax et affirme s'exprimer pour "une partie majeure de la presse". Le contrat entre la New York Associated Press et l'opérateur de télégraphe d'Halifax prévoit en effet que personne d'autre n'aura le droit d'utiliser les dépêches de la Cunard, tant qu'elles n'auront pas été publiées par les journaux membres de l'AP. Le combat d'Henry O'Rielly s'explique par son souci d'ouvrir le télégraphe à un maximum de clients et par le fait qu'Abott et Winnan en a beaucoup plus que la New York Associated Press, même s'ils sont en général plus petits et moins riches, et que le service de nouvelles qui leur est délivré est jugé chétif et irrégulier, même s'il comporte sa part de nouvelles de l'Europe.
Abott et Winnan a participé à une vague de critiques contre les grands quotidiens new-yorkais datant de 1845., les accusant de pratiques anti-concurrentielles, tandis qu'eux-mêmes se plaignent des services des compagnies de télégraphe détenant les brevets Morse. Le "New York Télégraph Act de 1848" a affaibli les brevets Morse, et stimulé la compétition entre fournisseurs de télégraphie. 
Cette agence de presse a disparu en 1855, l'année où la New York Associated Press acquiert un grand nombre de nouveaux clients, ce qui l'oblige à mettre en place une procédure d'admission de ces derniers, requérant le consentement d'au moins six des sept journaux membres de la coopérative. La compagnie de télégraphe qui la soutenait, détentrice d'un brevet Morse, est battue par celles qui deviendront la Western Union, et qui ont fait alliance avec les grands quotidiens new-yorkais.